# Pałac w Małomicach
Pałac w Małomicach – pałac wzniesiony w 1698 w miejscowości Małomice przez Gotfryda von Redern na murach wcześniejszego zamku. Spalony i zniszczony po 1945.

## Historia
Budowla posadowiona była sztucznej wyspie na terenie rozlewiska Bobru. Wybudowany na planie prostokąta, stanowił budowlę zamkniętą, z dziedzińcem. Od 1413 obok pałacu przebiegała granica pomiędzy księstwem głogowskim a żagańskim.
Po przejęciu pałacu przez ród Dohnów wyburzono skrzydło północne oraz fragmenty skrzydeł - wschodniego i zachodniego. Wtedy też z trzech stron zasypano fosę, uzasadniając te zmiany popękanymi murami i wynikającym z tego zagrożeniem katastrofą budowlaną.